# Karen Inge Halkier
R. af D. Karen Inge Halkier (født 30. maj 1937 i Århus, død 15. august 2005) var en dansk atlet og universitetslektor.
Halkier begyndte som 16-årig at dyrke atletik i Skovbakken i Århus. Hun var 185 cm høj og en havde en udviklet fysik og koordination. Hun viste hurtigt store evner og allerede året efter var hun sølvmedaljevinder ved de danske mesterskaber i højdespring, men det var i kastedisciplinerne, og på baggrund af en efter tidens forhold meget stor og målrettet træningsindsats hun i løbet af nogle få år udviklede sig til at blive enerådende i Danmark. De næste henved 20 år var hun i Danmark i en egen klasse i kuglestød og diskoskast og fast landsholdsdeltager.
I årene 1956–1973 vandt Halkier i alt 34 danske mesterskaber deraf 15 danske mesterskaber i diskoskast i perioden 1957-1973 og 17 i kuglestød 1956-1972, hun er der med den danske idrætsudøver, der har vundet flest mesterskaber i uafbrudt rækkefølge i en enkelt disciplin. Hun vandt også et mesterskab i den nu afskaffede disciplin slyngboldkast og et i højdespring. 1972 var hun med til at vinde Danmarksturneringen, det danske holdmesterskab, for Skovbakken. Hun satte fem danske rekorder i kuglestød og syv i diskoskast. Hendes bedste resultat i kuglestød er 14,45 det er fra 1962, og er stadigvæk det tredje bedste resultat på den danske alle tiders liste. Hendes 14,33 fra 1959 var dansk U23-rekord frem til 2011, da den blev slået af Trine Mulbjerg, den var da den ældste af alle danske rekorder. Helt frem til 1985 var hun på Skovbakkens hold i Danmarksturneringen og hun satte som 46-årig i 1983 dansk veteran rekord i kuglestød med 12,27.
Halkier deltog i to store internationale mesterskaber; EM 1958 i Stockholm hvor hun deltog i både diskoskast (41,54) og kuglestød (nummer 9 – 12,91).
To år efter deltog hun i diskoskast ved de olympiske lege i 1960 i Rom, hvor hun med et kast på 43.99 kom på 17.plads.
Hun vandt også det nordiske mesterskab i kuglestød i 1961 og 1963.
Halkier tog studentereksamen på Marselisborg Gymnasium 1956, blev uddannet som folkeskolelærer på Århus Seminarium 1960. Hun underviste derefter to år på en folkeskole i Viborg. 1962-1963 gennemførte hun årskursuset i idræt på Danmarks Højskole for Legemsøvelser i København, hvor hun efter studiet blev ansat for at undervise i atletik. Fra 1973 var hun fuldtidsansat ved DHL, indtil denne institutions aktiviteter i 1997 blev
en del af Institut for Idræt ved Københavns Universitet, og var derefter ansat ved IfI indtil sin død. I 1969 afsluttede hun sit hovedfag i idræt med specialet "Idrætskvinders fysiske ydeevne før og under svangerskab". Hun blev lic.pæd. på en afhandling om autistiske børns udvikling gennem idræt.
I årene 1964-1974 var hun som formand for kvindeatletikudvalget og senere som formand for instruktionsudvalget. Hun var dermed medlem af Dansk Atletik Forbunds bestyrelsen. I øvrigt har hendes indsats væsentligst rettet sig mod motionsidrætten, hvor hun var en af hovedkræfterne i trim-bevægelsen i 1970'erne, samt idræt for børn, ældre og handicappede.
For hendes mange indsatser blev Halkier i april 2002 udnævnt til Ridder af Dannebrog.

## Internationale mesterskaber
- 1958 EM Diskoskast 41,54
- 1958 EM Kuglestød nummer 9 12,91
- 1960 OL Diskoskast nummer 17 43.99
- Guld 1961 NM Kuglestød
- Guld 1963 NM Kuglestød

## Danske mesterskaber
- Guld 1973 Diskoskast 43,00
- Bronze 1973 Kuglestød 12,50
- Guld 1972 Kuglestød 13,11
- Guld 1972 Diskoskast 43,70
- Guld 1972 Danmarksturneringen
- Guld 1971 Kuglestød 12,81
- Guld 1971 Diskoskast 42,72
- Guld 1970 Kuglestød 12,77
- Guld 1970 Diskoskast 43,09
- Guld 1969 Kuglestød 12,42
- Bronze 1969 Diskoskast 38,93
- Guld 1968 Kuglestød 13,10
- Guld 1968 Diskoskast 43,84
- Guld 1967 Kuglestød 13,76
- Guld 1967 Diskoskast 43,84
- Guld 1966 Kuglestød 14,09
- Guld 1966 Diskoskast 44,93
- Guld 1965 Kuglestød 13,74
- Guld 1965 Diskoskast 44,47
- Guld 1964 Kuglestød 13,99
- Guld 1964 Diskoskast 45,57
- Guld 1963 Kuglestød 13,84
- Guld 1963 Diskoskast 42,33
- Guld 1962 Kuglestød 13,86
- Guld 1962 Diskoskast 44,73
- Guld 1961 Kuglestød 14,03
- Sølv 1961 Diskoskast 42,59
- Guld 1960 Kuglestød 13,49
- Guld 1960 Diskoskast 47,02
- Guld 1959 Kuglestød 13,32
- Guld 1959 Diskoskast 43,73
- Guld 1958 Højdespring 1,55
- Guld 1958 Kuglestød 13,23
- Guld 1958 Diskoskast 41,35
- Guld 1958 Slyngboldkast ?
- Guld 1957 Kuglestød 11,76
- Guld 1957 Diskoskast 39,69
- Guld 1956 Kuglestød 11,54
- Sølv 1956 Diskoskast 36,45
- Sølv 1954 Højdespring 1,45

## Personlige rekorder
- Kuglestød: 14,45 Stavanger 29. juni 1962
- Diskoskast: 47,02 København 13. august 1960

## Bøger
- Skoleatletik (1975)
- Handicappede i skole og idræt (1975)
- Testning. Teori og praksis (1973)
- Idrætsskader (1973)